# 알라기르

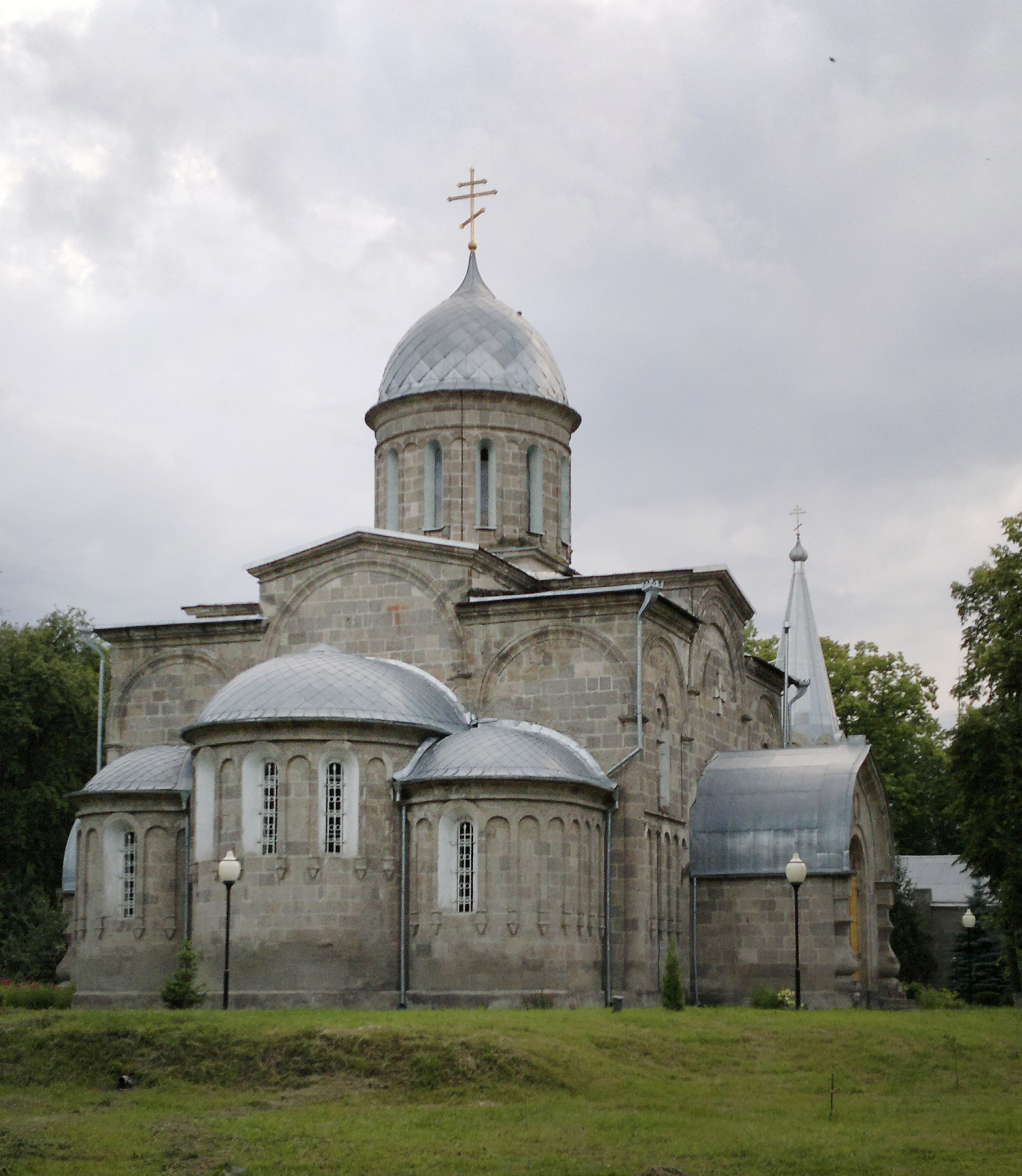

알라기르(러시아어와 오세티야어: Алагир)는 북오세티야 공화국 알라기르스키군에 속한 도시이다. 인구는 2만 2,700명(2001년)이다. 아르돈강(테레크강의 지류)이 흐르고 서쪽으로 54 km지점에 블라디카프카스가 위치해 있다.